# Academia Israelí de Ciencias y Humanidades

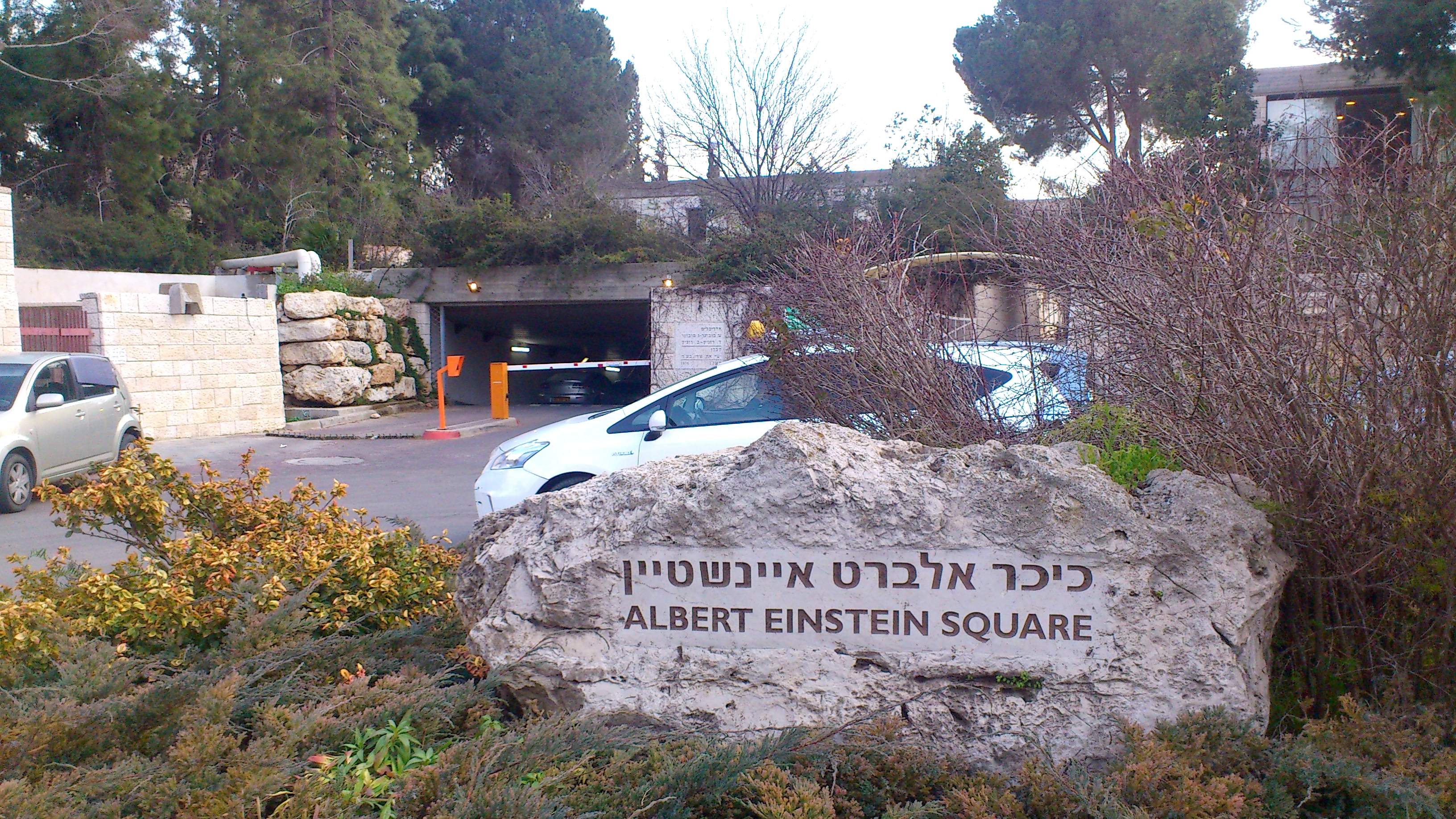
Plaza Albert Einstein en Entrada a la Academia Israelí de Ciencias y Humanidades y al Consejo de Educación Superior en Israel (Jerusalén).

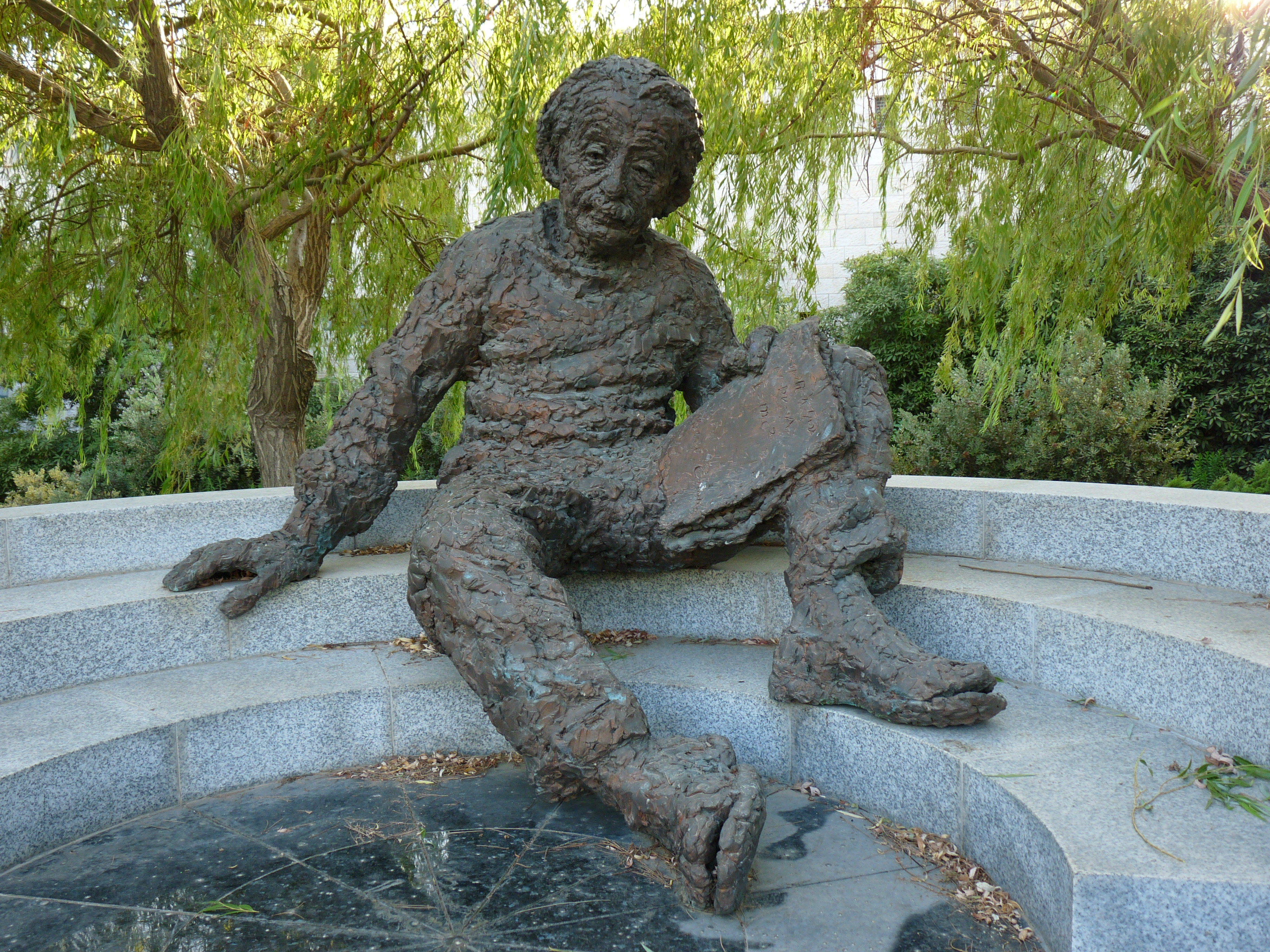
Estatua de Albert Einstein en el jardín de Ciencias de la Academia.

La Academia Israelí de Ciencias y Humanidades, con sede en Plaza Albert Einstein (Jerusalén), Jerusalén, fue creada en 1961 por el Estado de Israel para favorecer el contacto entre los estudiosos de las ciencias y las humanidades en Israel, para asesorar al gobierno en proyectos de investigación de importancia nacional, y promover la excelencia. Se compone de 102 de los estudiosos más destacados de Israel.
En las ciencias, los fondos de la Academia proyectos sobre la geología, la flora y la fauna de Israel, y facilita la participación de científicos israelíes en la investigación en proyectos internacionales, como la física de alta energía del CERN) y la radiación sincrotrón en la Instalación Europea de Radiación Sincrotrón. Israel tiene la mayor concentración de científicos e ingenieros de todo el mundo.[cita requerida]
En las humanidades, la investigación está financiada en el estudio del Tanaj y el Talmud, la historia judía, la filosofía judía, arte judío, y el idioma hebreo, así como la prosa y la poesía hebrea.
La Academia administra el fondo Einstein Becas, el cual fomenta las relaciones entre los científicos de todo el mundo y la comunidad israelí académico, el Fondo de Ciencia de Israel, con un presupuesto anual de $ 53 millones, y una serie de fondos para la investigación sobre la base de subvenciones del Fondo Adler de Investigaciones Espaciales, la Fundación Wolf, y el Fondo para la Investigación Médica Fulks. La Academia también dirige el Centro Académico de Israel en El Cairo, que ayuda a los académicos israelíes con la investigación de Egipto y la cultura egipcia, y facilita la cooperación con académicos egipcios.
La Academia tiene la condición de observador en la Fundación Europea de la Ciencia, y lleva a cabo programas de intercambio con la Royal Society, la British Academy, la Academia Sueca, y el National Research Council de Singapur.